# Hadena calescens
Hadena calescens là một loài bướm đêm trong họ Noctuidae.